# 汝海津站
汝海津站（韓語：여해진역）是位于朝鮮民主主義人民共和國咸鏡南道端川市的一個鐵路車站，屬於平羅線與金溝線。

## 邻近车站
平羅線
門岩站 - 汝海津站 - 龍台站
金溝線
汝海津站 - 泉谷站
豆彦線
豆彦站 - 汝海津站